# Nothris
Nothris é um gênero de traça pertencente à família Agonoxenidae.